# سيفوفيسن
سيفوفيسن Cefovecin هو مضاد حيوي من السيفالوسبورينات، مرخص لعلاج الالتهابات الجلدية في القطط والكلاب . ويتم تسويق من قبل شركة فايزر تحت اسم تجارة Convenia. فهو يعد أول جرعة واحدة من المضادات الحيوية عن طريق الحقن للكلاب والقطط التي تضمن التزام مالك الحيوان بالجرعات .

## الاستخدام الطبي
يتم استخدامه لعلاج الالتهابات الجلدية التي تسببها  بكتيريا الباستيوريلا المتعددة القتل  في القطط، و  العقدية المتوسطة  /  S. الكلبية  في الكلاب. وميزة استخدام المضادات الحيوية عن طريق الحقن عدم نسيان الجرعة التي يمكن أن تسمح بمقاومة الميكروبات جزئيا على التعافي خلال الجرعات الفائتة. إنها فعالة جدا، ولكن لا ينبغي أن تستخدم في الحيوانات الحوامل أو المرضعات أو في الحيوانات التي لها تاريخ من الحساسية للبنسلين أو عقارات السيفالوسبورين.

## الموافقة واستخدام
تمت الموافقة على سيفوفيسن أولا لاستخدامه في الاتحاد الأوروبي في يونيو 2006، وتمت الموافقة على استخدامه في الولايات المتحدة في يونيو 2008.
تمت الموافقة على أنها واسعة الطيف، الجيل الثالث من السيفالوسبورين للحقن تحت الجلد تستمر 14 يوما لعلاج الجلد والتهابات الانسجة الرخوة.

## الاحتياطات
وتشمل موانع الحساسية المعروفة لcefovecin أو المضادات الحيوية التي تحتوي على حلقات بيتا لاكتام مثل البنسلين أو السيفالوسبورين. ويمكن أن تشمل ردود الفعل السلبية الحساسية المفرطة. انها ليست للاستخدام في البشر ويجب أن تبقى بعيدا عن متناول الأطفال. يجب على الأفراد الذين يعانون من الحساسية المماثلة المعروفة تجنب ملامسة الجلد عند التعامل مع الدواء.
التفاعلات السلبية في الكلاب يمكن أن تشمل الخمول، وقلة الشهية، والتقيؤ، والإسهال، والدم في البراز، وانتفاخ البطن. ويمكن التفاعلات السلبية في القطط تشمل القيء والاسهال وقلة الشهية والخمول، والسلوك الذي يتسم بالنشاط المفرط، والتبول غير المناسب. وقد لوحظت زيادة بشكل طفيف ALT في الدم وغاما غلوتاميل ترانسفيراز.